# Cross Internacional de Soria
Il Cross Internacional de Soria, anche conosciuto come Campo a Través Internacional de Soria, è una corsa campestre organizzata annualmente alla fine di novembre a Soria, in Spagna.

## Storia
Organizzato per la prima volta nel 1994, è generalmente previsto per la fine di novembre ed è incluso nel circuito internazionale dei  Cross Country Permit Meeting dell'European Athletic Association. Nel 2007 è stato anche incluso nel circuito internazionale dei  Cross Country Permit Meeting dell'International Association of Athletics Federations.
Il Cross Internacional de Soria si sviluppa su un percorso di 10 km per gli uomini e di 8 km per le donne. In origine la distanza era, rispettivamente, di 9 km e di 6 km: nel 2006 gli organizzatori decisero di allungare il percorso. Il percorso del Cross Internacional de Soria, prima di diventare il circuito di una gara vera e propria, all'inizio degli anni novanta del XX secolo era utilizzato da due atleti della zona, Fermín Cacho e Abel Antón, come campo di allenamento: i due, dopo averlo accuratamente ispezionato, proposero, su questo percorso, l'organizzazione di una gara vera e propria. Il percorso, che si snoda tra le campagne di Soria, presenta un'altitudine particolarmente elevata (1.063  metri sul livello del mare).
Molti atleti famosi hanno partecipato al Cross Internacional de Soria, tra cui Gebregziabher Gebremariam, Zersenay Tadese, Meselech Melkamu e Linet Masai. La gara è generalmente dominata da atleti spagnoli e dell'Africa orientale. Il Cross Internacional de Soria è considerato la gara di corsa campestre più importante della Spagna.

## Albo d'oro

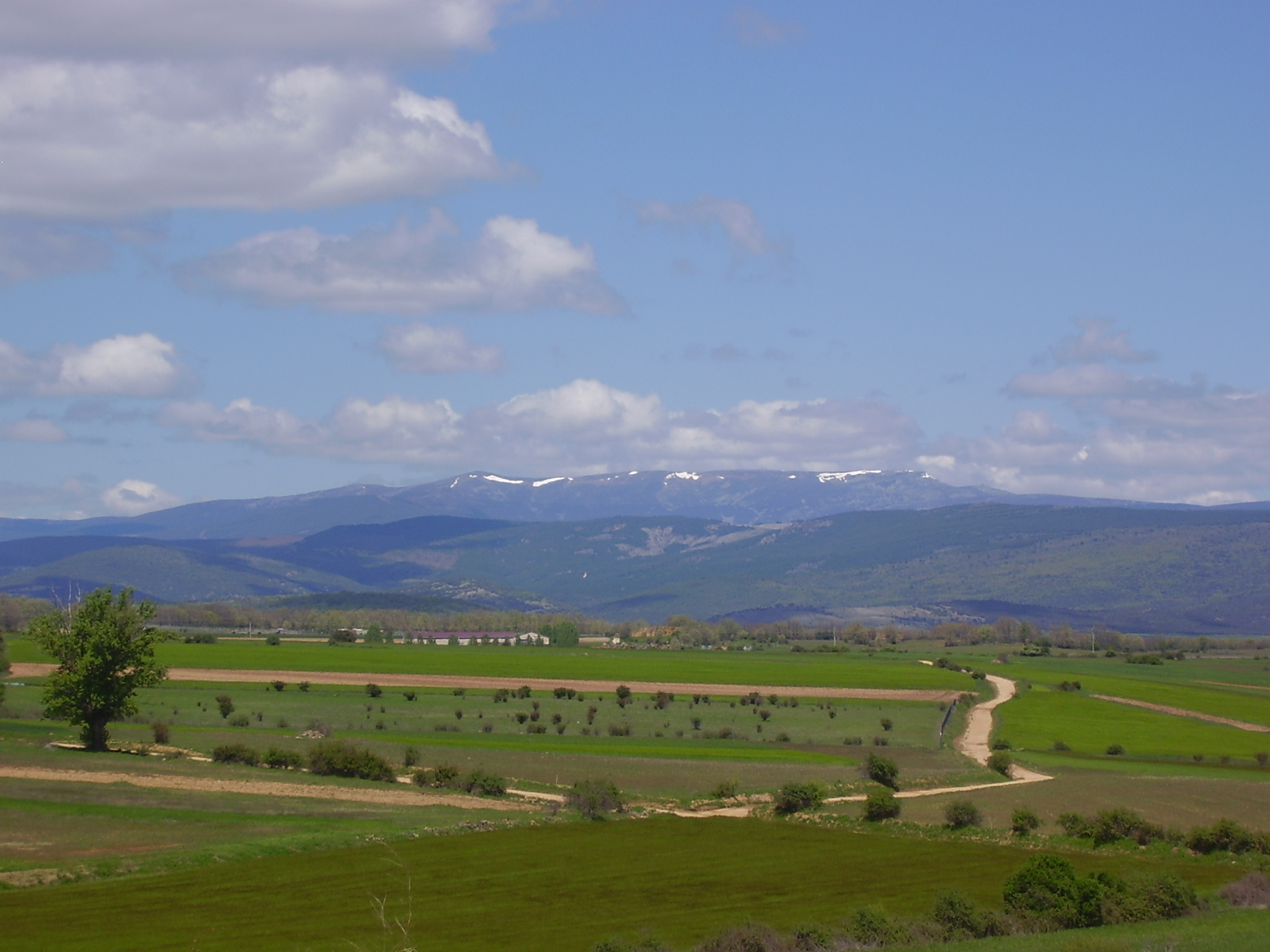
Le campagne intorno a Soria, dove si snoda il percorso della gara

| Edizione | Anno | Vincitore gara maschile   | Tempo (m:s) | Vincitrice gara femminile | Tempo (m:s)  |
| -------- | ---- | ------------------------- | ----------- | ------------------------- | ------------ |
| I        | 1994 | Rahmouni Tijani           | 24:38       | Sally Barsosio            | 11:31 (5 km) |
| II       | 1995 | Manuel Pancorbo           | 23:44       | Ana Isabel Alonso         | 13:45        |
| III      | 1996 | Omar Errachidi            | 24:41       | Jacqueline Martín         | 13:08        |
| IV       | 1997 | Million Wolde             | 26:42       | Jacqueline Martín         | 14:02        |
| V        | 1998 | Laban Kipkemboi           | 25:12       | Yemenashu Taye            | 14:25        |
| VI       | 1999 | John Kosgei               | 29:03       | Naomi Mugo                | 16:49        |
| VII      | 2000 | Salim Kipsang             | 26:05       | Margaret Ngotho           | 15:37        |
| VIII     | 2001 | Tom Nyariki               | 26:36       | Rose Cheruiyot            | 19:25        |
| IX       | 2002 | Charles Kamathi           | 26:04       | Zulema Fuentes-Pila       | 20:24        |
| X        | 2003 | Benjamin Limo             | 27:35       | Merima Denboba            | 20:44        |
| XI       | 2004 | Zersenay Tadese           | 25:52       | Werknesh Kidane           | 19:24        |
| XII      | 2005 | Boniface Songok           | 26:24       | Rose Jepchumba            | 19:47        |
| XIII     | 2006 | Ali Abdalla               | 30:10       | Vivian Cheruiyot          | 27:38        |
| XIV      | 2007 | Joseph Ebuya              | 28:58       | Meselech Melkamu          | 27:24        |
| XV       | 2008 | Leonard Komon             | 29:11       | Jane Kiptoo               | 26:40        |
| XVI      | 2009 | Gebregziabher Gebremariam | 30:21       | Linet Masai               | 27:06        |
| XVII     | 2010 | Joseph Ebuya              | 29:57       | Dina Lebo Phalula         | 28:18        |
| XVIII    | 2011 | Vincent Chepkok           | 29:49       | Priscah Jeptoo            | 27:28        |
| XIX      | 2012 | Emmanuel Bett             | 30:48       | Nazret Weldu              | 28:36        |
| XX       | 2013 | Dickson Huru              | 30:07       | Marta Tigabea             | 28:06        |
| XXI      | 2014 | Timothy Toroitich         | 29:58       | Mercy Cherono             | 27:38        |
| XXII     | 2015 | Timothy Toroitich         | 29:42       | Linet Masai               | 28:08        |
| XXIII    | 2016 | Timothy Toroitich         | 29:09       | Alice Aprot               | 26:17        |
| XXIV     | 2017 | Jacob Kiplimo             | 28:37       | Alice Aprot               | 26:34        |
| XXV      | 2018 | Jacob Kiplimo             | 30:11       | Gloriah Kite              | 28:47        |
| XXVI     | 2019 | Maxwell Rotich            | 29:16       | Mariana Machado           | 27:49        |
| XXVII    | 2021 | Rdorigue Kwizera          | 28:57       | Lucy Mawia                | 27:22        |
| XXIX     | 2022 | Thierry Ndikumwenayo      | 28:34       | Lucy Mawia                | 27:02        |